# 布朗特報告
布朗特報告（英語：The Blount Report）是1893年美國眾議院外交關係委員會關於夏威夷政變的報告通稱。該報告由美國總統格羅弗·克里夫蘭任命的美國專員詹姆斯·H·布朗特所撰寫的，因此得名布朗特報告。
報告指美國在違背夏威夷大多數人口意願下，同謀僑民及在美國軍隊幫助下，推翻合法、和平的夏威夷王國政府。美國駐夏威夷部長約翰·L·史蒂文斯 (John L. Stevens)支援政變，以虛假或誇大的藉口，命令USS Boston上的海軍陸戰隊入侵夏威夷，以支持政變人士的陰謀，最終推翻了利留卡拉尼女王的統治。
在布朗特報告後，美國參議院重新調查夏威夷政變，撰寫了摩根報告。該報告與布朗特報告相互矛盾，認為反謀事件是源自當地王室由來以久的貪污惡習，而美軍只是盡責地保護當地美國人民和有關產業，對夏威夷王國的崩潰並無責任，完全否認美國有參與政變。

## 参見
- 摩根報告
- 夏威夷歷史
- 夏威夷王国
- 夏威夷共和國
- 夏威夷臨時政府
- 安全委員會 (夏威夷)